# Chili
Chili con carne (phát âm tiếng Tây Ban Nha: [ˈtʃili koŋ ˈkaɾne]; tiếng Việt: Ớt với thịt) là một món hầm cay có chứa ớt, thịt (thường là thịt bò), và thường có cà chua và đậu. Gia vị khác có thể bao gồm tỏi, hành tây và thì là. Tùy theo thị hiếu địa lý và cá nhân có các loại thịt và nguyên liệu khác. Công thức nấu ăn gây tranh cãi giữa những người hâm mộ, một số người khẳng định rằng từ "ớt" chỉ áp dụng cho món ăn cơ bản, mà không có đậu và cà chua. Chili con carne là một món ăn thường có trong các cuộc thi nấu ăn và được sử dụng như một thành phần trong các món ăn khác.